# Drvar
Drvar (en serbe cyrillique : Дрвар) est une ville et une municipalité de Bosnie-Herzégovine située dans le canton 10 et dans la fédération de Bosnie-et-Herzégovine. Selon les premiers résultats du recensement bosnien de 2013, la ville intra muros compte 3 964 habitants et la municipalité 7 506.
Le nom de la ville est issu du mot bosnien « drvo » qui signifie le « bois ». La ville est effectivement entourée de bois et son industrie principale est la transformation du bois.

## Géographie
Drvar est une ville de l'ouest de la Bosnie-Herzégovine ; elle est située sur la rivière Unac.

## Histoire

### De la fondation à la guerre de 1940-1945
Les premiers écrits concernant Drvar et sa population serbe datent, selon Vladimir Ćorović, du IXe siècle, ce qui signifie que l'installation des Serbes n'y est pas due aux Ottomans, ceux-ci étant arrivés bien plus tard dans la région.
Vers 1700, la ville connut une période de croissance qui vit de nombreux migrants arriver de la Krajina et de Dalmatie.
L'histoire moderne de Drvar commence vers la fin du XIXe siècle, lorsque la ville s'industrialisa et que les autorités de l'empire d'Autriche-Hongrie décidèrent de déplacer le chef-lieu de la région de Bastasi à Drvar. En 1895, la ville comptait alors 1 396 maisons et 7 202 habitants.

### Guerre de 1940-1945
En 1944, Drvar servait de quartier général à Josip Broz Tito et était une ville sous contrôle des Partisans dirigés par celui-ci. L'opération Rösselsprung a été organisée le 25 mai 1944 par les Allemands pour s'emparer de la ville mais surtout de la personne Tito. Après 2 jours de combat, la ville sera prise, mais Tito parviendra à s'échapper.

### La guerre civile de 1992-95 à Drvar
De 1992 à 1995, durant la guerre de Bosnie, Drvar fit partie de la Republika Srpska (ou république serbe de Bosnie). À la suite de l'offensive croate de 1995 dans la région de la Krajina, offensive appelée opération Tempête , Drvar fut conquise par les troupes croates et, à la suite des accords de Dayton, intégrée à la fédération de Bosnie-et-Herzégovine. Les serbes, présents dans une proportion de 97 % avant guerre, furent alors expulsés de la ville, et remplacés par des croates (environ 9 000), réfugiés des régions du centre la Bosnie, désormais régions musulmanes ou serbes. À partir de 1997, les Serbes originaires de la ville, majoritairement ceux qui s'étaient réfugiés en Republika Srpska, revinrent s'établir dans leur ville d'origine, sous l'égide de l'OSCE. Seuls restent alors à Drvar les Croates ayant un emploi en ville.
Après la guerre de Bosnie-Herzégovine et à la suite des accords de Dayton (1995), une partie du territoire de la municipalité a été rattachée à la municipalité d'Istočni Drvar nouvellement créée et intégrée à la république serbe de Bosnie ; d'autres villages ont été rattachés à la municipalité de Bihać, située dans la fédération de Bosnie-et-Herzégovine mais dans le canton d'Una-Sana.

## Localités

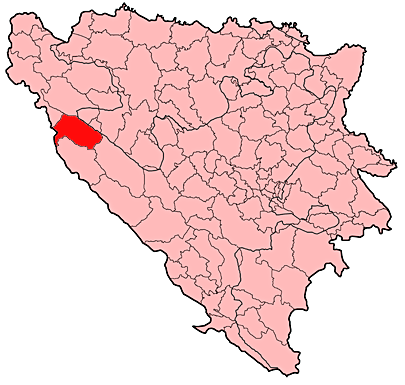
Localisation de la municipalité de Drvar en Bosnie-Herzégovine

La municipalité de Drvar compte 25 localités :
| - Ataševac - Bastasi - Brda - Bunčevac - Drvar - Drvar Selo - Gruborski Naslon - Kamenica - Ljeskovica - Mokronoge - Motike - Mrđe - Podić | - Podovi - Poljice - Potoci - Prekaja - Šajinovac - Šipovljani - Trninić Brijeg - Vidovo Selo - Vrtoče - Zaglavica - Župa - Župica |

## Démographie

### Villeintra muros

#### Évolution historique de la population dans la villeintra muros
| 1948 | 1953 | 1961  | 1971  | 1981  | 1991  | 2013  |
| ---- | ---- | ----- | ----- | ----- | ----- | ----- |
| -    | -    | 3 646 | 6 417 | 7 063 | 8 053 | 3 964 |

|  |

### Municipalité

#### Évolution historique de la population dans la municipalité
| 1961   | 1971   | 1981   | 1991   | 2013  |
| ------ | ------ | ------ | ------ | ----- |
| 19 532 | 20 064 | 17 983 | 17 126 | 7 506 |

#### Répartition de la population dans la municipalité (1991)
En 1991, sur un total de 17 126 habitants, la population se répartissait de la manière suivante :

## Religions

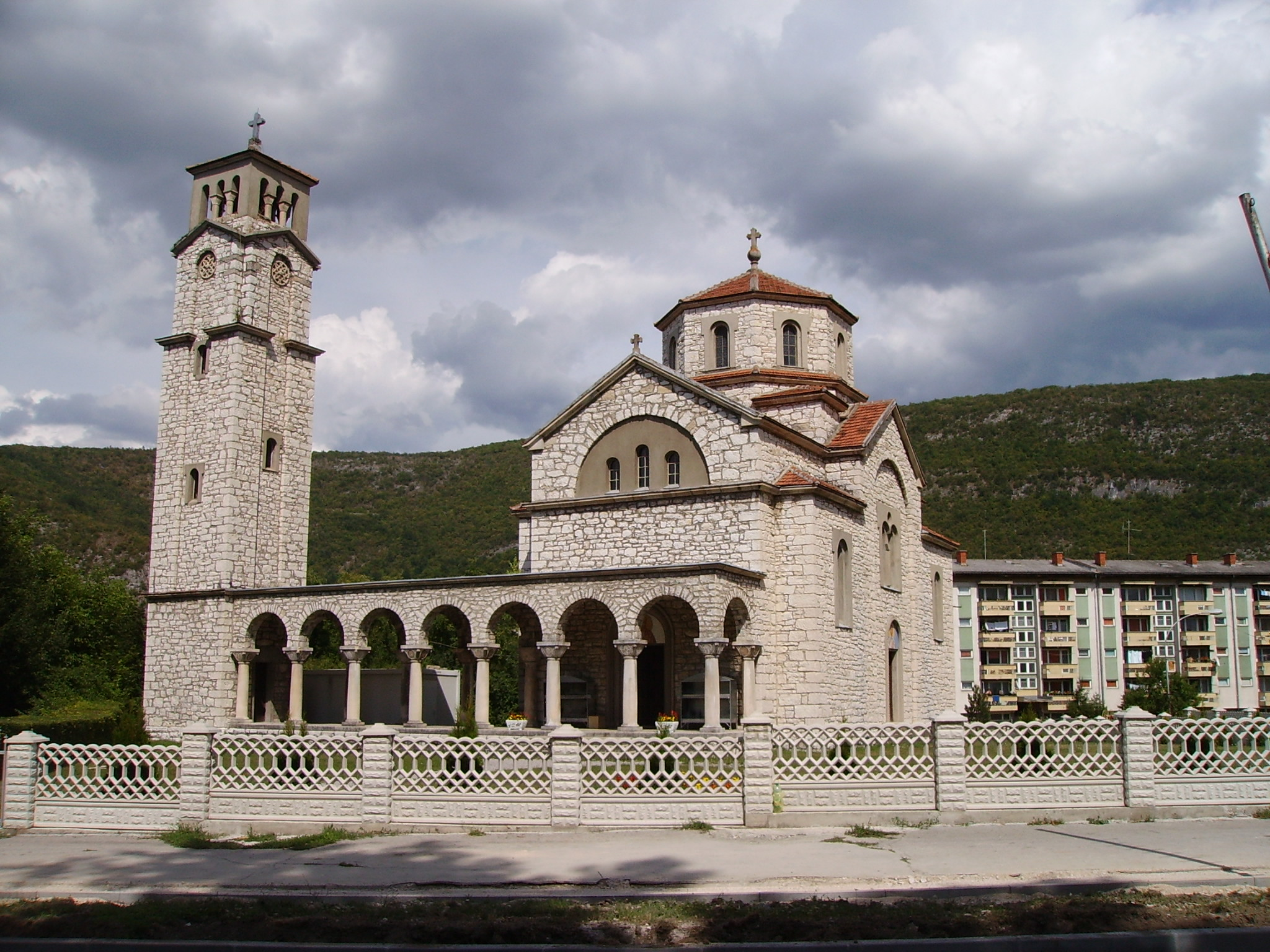
L'église Saint-Sava de Drvar

## Politique
À la suite des élections locales de 2012, les 17 sièges de l'assemblée municipale se répartissaient de la manière suivante :
| Parti                                               | Sièges |
| --------------------------------------------------- | ------ |
| Alliance des sociaux-démocrates indépendants (SNSD) | 9      |
| Alliance démocratique nationale (DNS)               | 6      |
| Union démocratique croate 1990 (HDZ 1990)           | 1      |
| Parti socialiste (SP)                               | 1      |

Stevica Lukač, membre de l'Alliance des sociaux-démocrates indépendants (SNSD), a été élu maire de la municipalité.

## Culture
Le musée commémoratif du 25 mai, consacré à la Seconde Guerre mondiale, est inscrit sur la liste des monuments nationaux de Bosnie-Herségovine.

## Économie
Drvar était déjà connu au temps de l'empire d'Autriche-Hongrie pour la bonne qualité du bois provenant de son territoire. La commune de Drvar est encore actuellement l'un des plus grands producteurs de bois de Bosnie-Herzégovine. Un des plus grands problèmes actuels est la grande corruption autour de cette activité. Selon une enquête, en 2004, environ 110 000 m3 de bois ont « disparu ». Le prix moyen d'un m³ de bois était alors d'environ 100 markas (soit environ 50 €).

## Tourisme

### Titova Pećina
Grotte (pećina = grotte en bosniaque) située dans la montagne surplombant la ville de Drvar.
C'est dans cette grotte, très peu visible de la vallée, que Tito s'est caché des Allemands durant la Seconde Guerre mondiale.
Actuellement, sont visibles la maisonnette (reconstruite récemment par les Américains, l'originale ayant été détruite par les Croates lors de l'invasion de la ville en 1995) où se cachait Tito à l'entrée de la grotte, ainsi que la grotte elle-même.

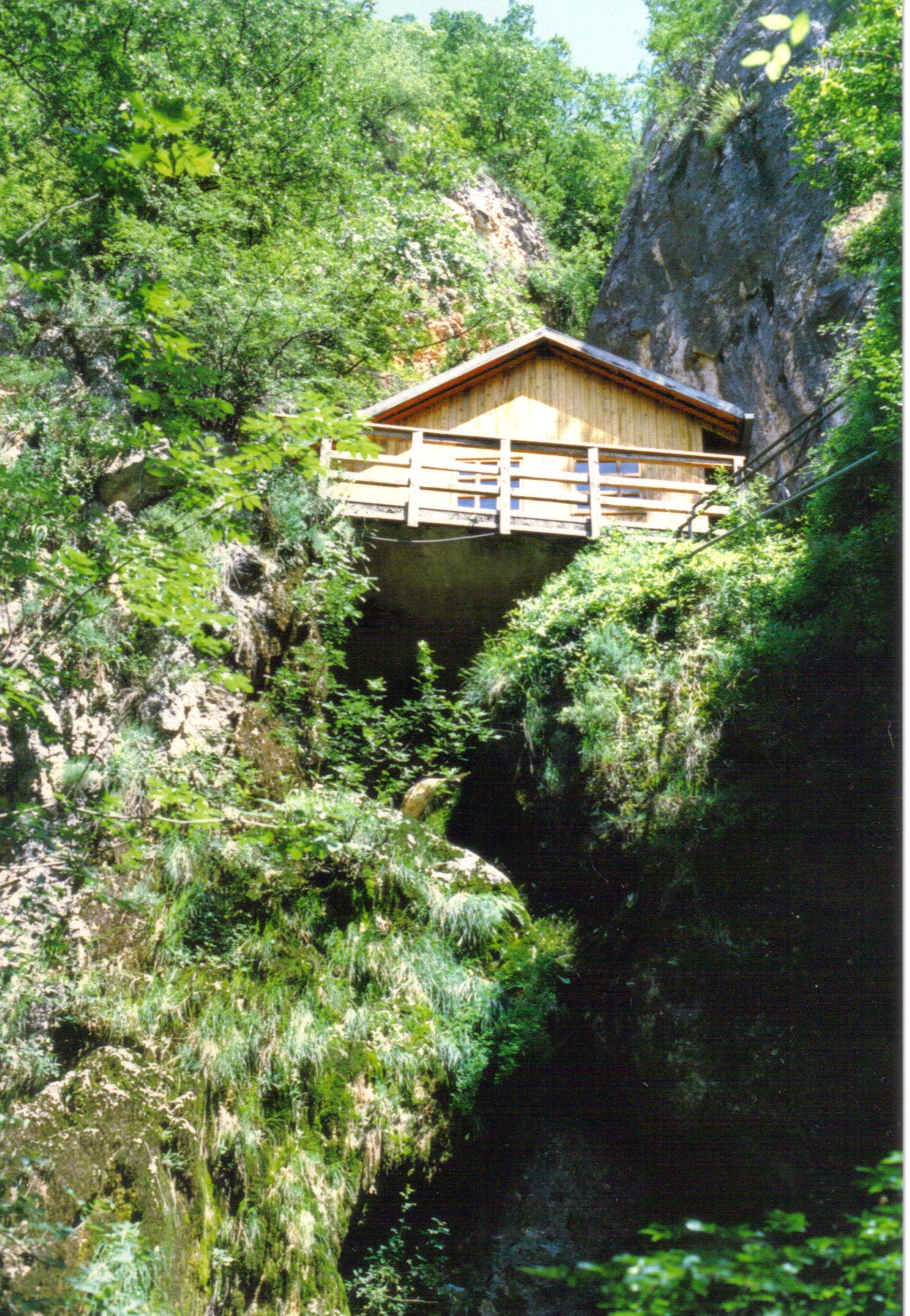
La Titova Pecina avant-guerre
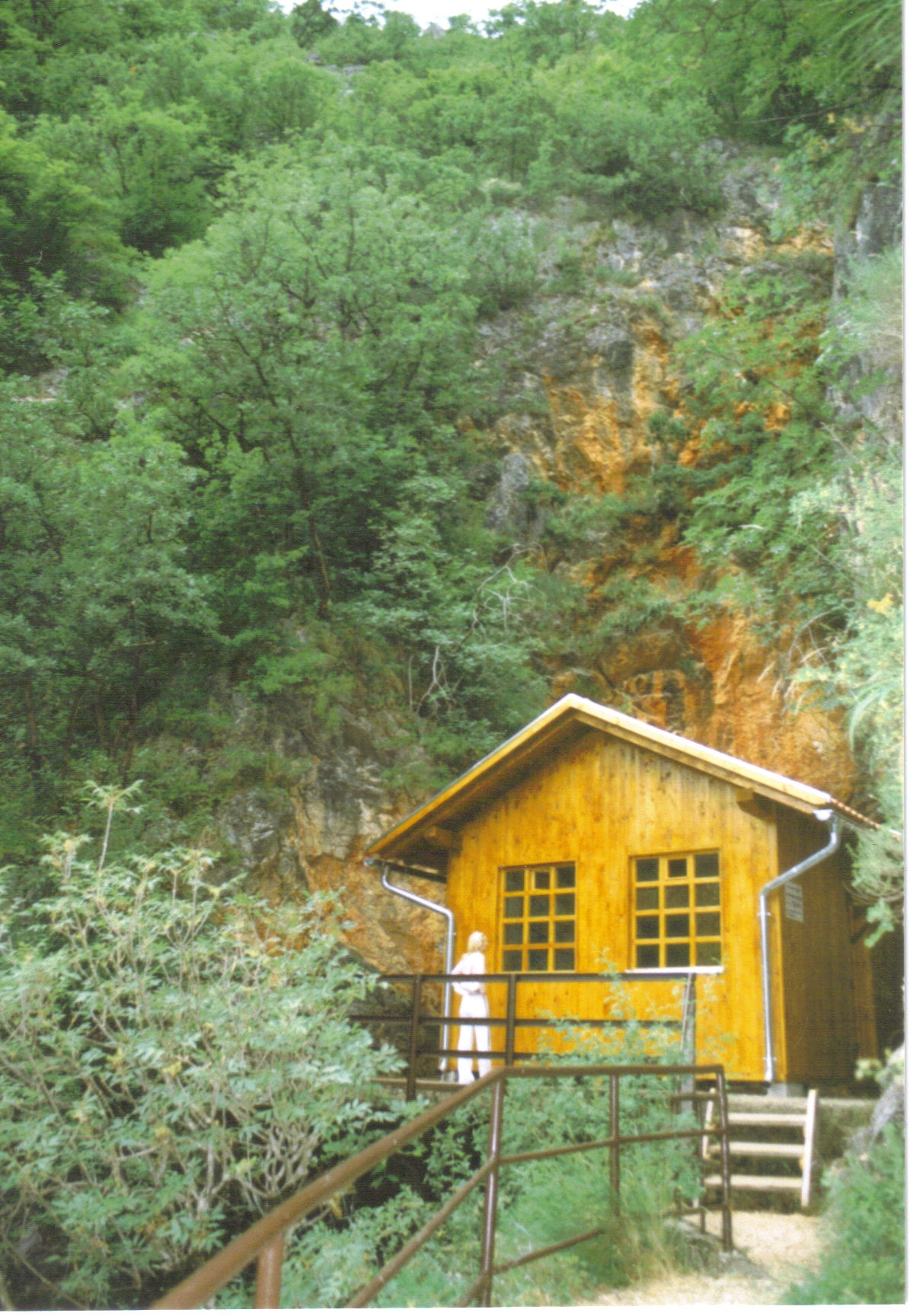
La Titova Pecina après-guerre
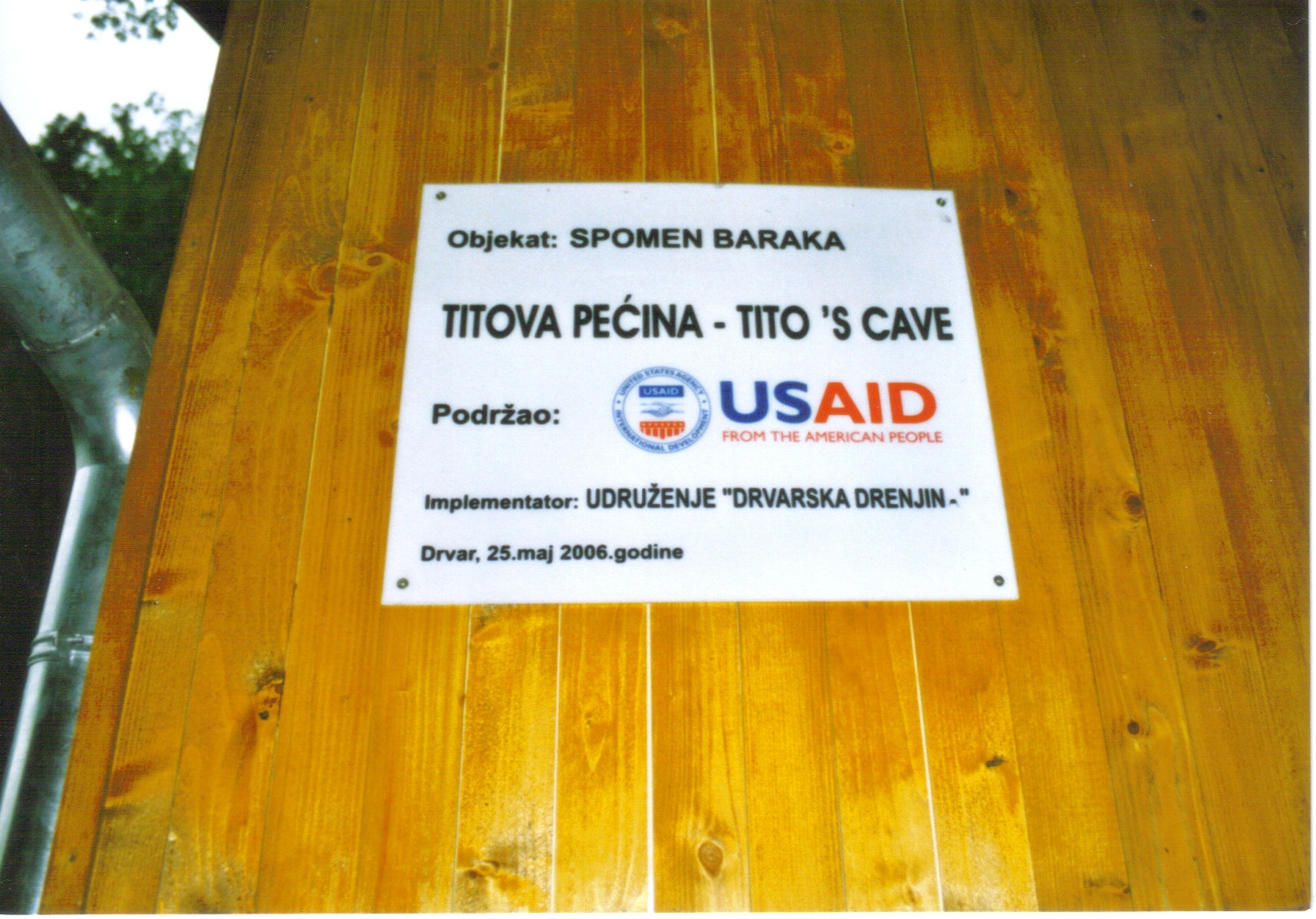
Elle a été reconstruite par les Américains

### Oštrelj
Ce village, situé à mi-chemin entre Bosanski Petrovac et Drvar, est un ancien centre de ski et de chasse réputé de Bosnie. Le village abritait de nombreux chalets appartenant à des personnes aisées. La majeure partie de ces chalets ont été détruits durant la guerre, les forêts avoisinantes et pistes de ski minées. Actuellement, la région a été déminée, et le centre de ski a été reconstruit et rouvert.

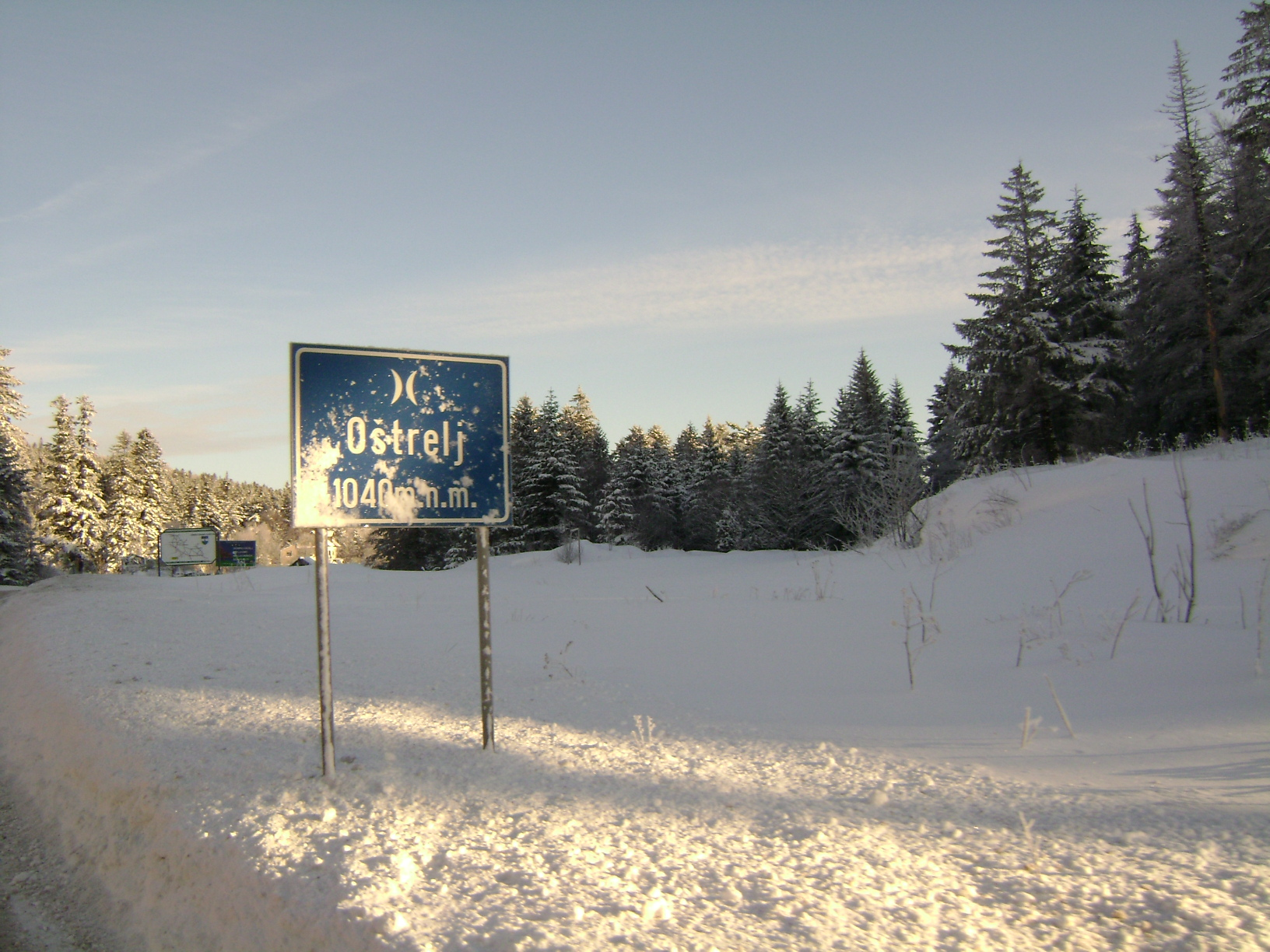
Oštrelj, 1 040 mètres d'altitude
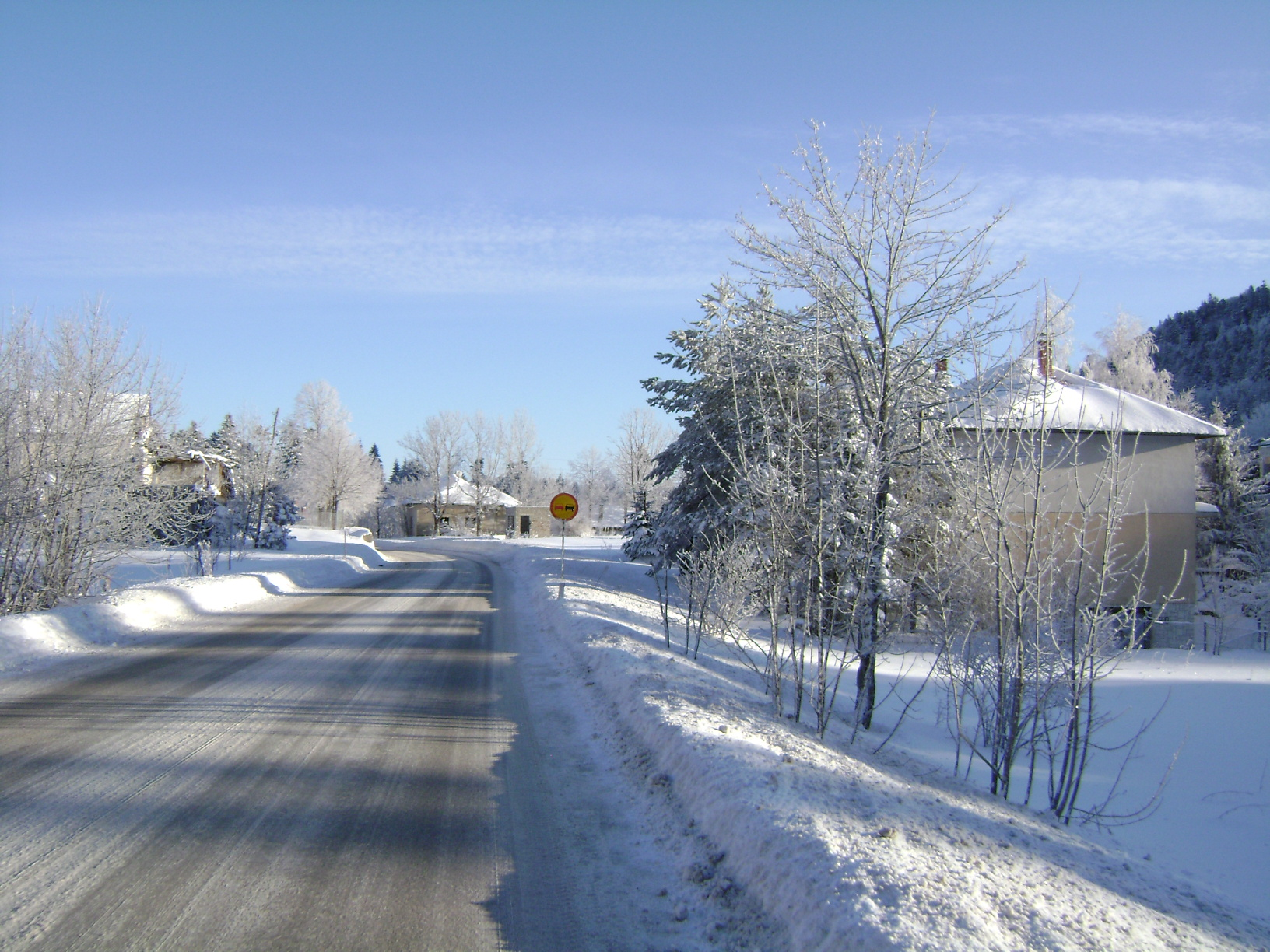
L'ancien village de villégiature
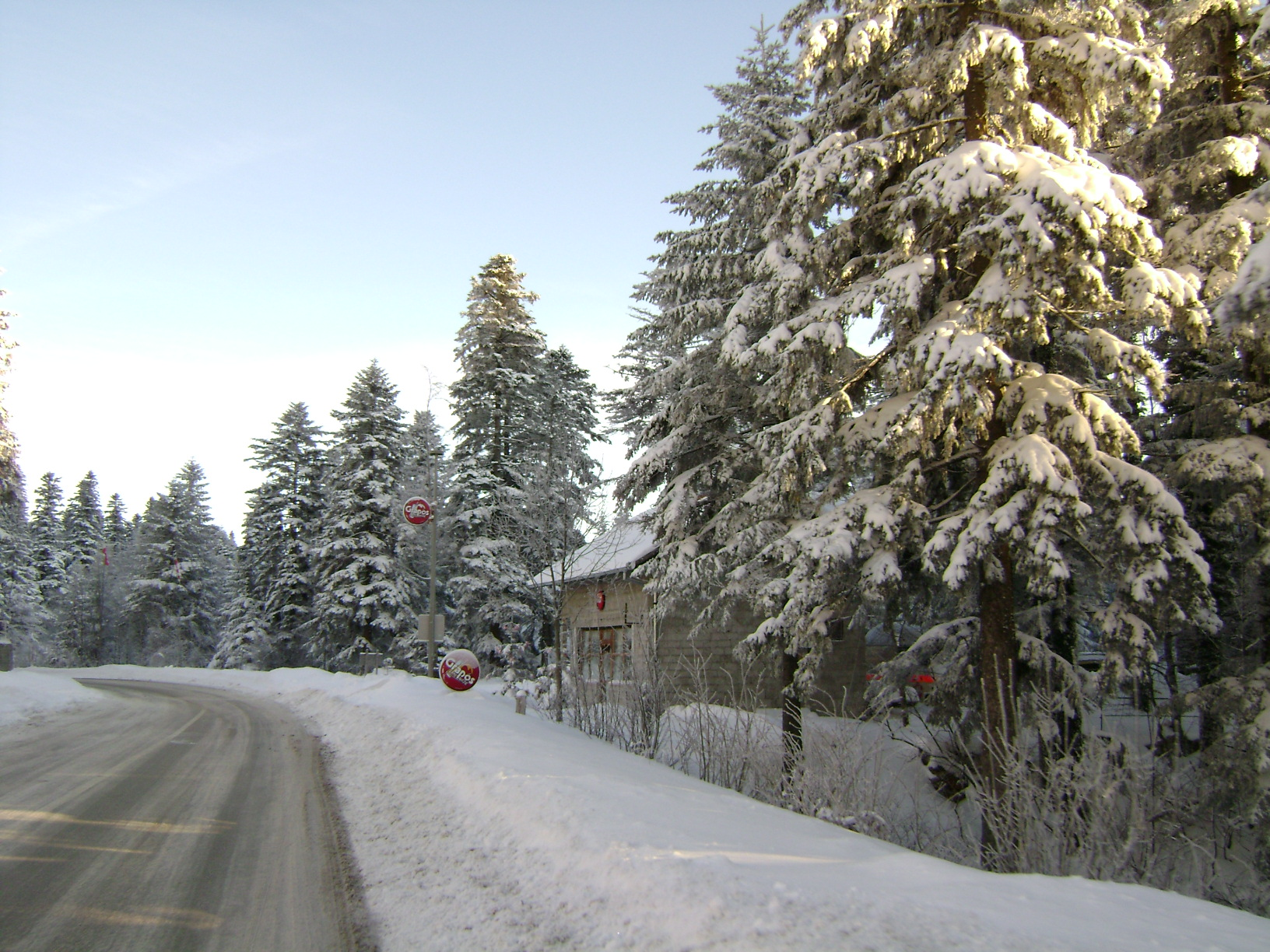
La nouvelle station de ski (l'entrée)

## Personnalités
- Andrea Arsović (né en 1987), championne de tir sportif
- Milan Rodić (né en 1991), footballeur
- Milka Bosnić, héros national de la Yougoslavie
- Nikola Špirić (né en 1956), homme politique
- Dejan Matić (né en 1978), chanteur
- Saša Matić (né en 1978), chanteur